# モモタロスのなつやすみ
- 仮面ライダーシリーズ > 仮面ライダー電王 > モモタロスのなつやすみ
- スーパー戦隊シリーズ > 獣拳戦隊ゲキレンジャー > モモタロスのなつやすみ

『おまけ モモタロスのなつやすみ』は、2007年8月4日から全国東映系で『劇場版 仮面ライダー電王 俺、誕生!』と『電影版 獣拳戦隊ゲキレンジャー ネイネイ!ホウホウ!香港大決戦』と同時上映された『仮面ライダー電王』のスピンオフ作品。

## 概要
劇場版シリーズ初となる短編作品で、『獣拳戦隊ゲキレンジャー』とのクロスオーバー作品にもなっている。これまでスーパー戦隊シリーズと仮面ライダーシリーズの映画作品は2作品を続けて上映していたが、劇場版シリーズ初の試みとして本作品を両作品の間に上映した。
全体的には、スーパーヒーロータイムのエンディングに近い雰囲気となっており、スーパー戦隊シリーズと仮面ライダーシリーズのクロスオーバー作品であることもさることながら、登場キャラクターの顔と胴体を別撮りで撮影しているところもその特色と言える。この手法は『劇場版 仮面ライダー電王&キバ クライマックス刑事』で併映された『モモタロスのキバっていくぜ!』にも引き継がれている。
2008年1月に発売の『劇場版 仮面ライダー電王 俺、誕生!』のDVD（通常版も含む）と同年2月に発売の電影版 『ゲキレンジャー』のDVDには未収録となったが、同年5月21日に発売の『劇場版 仮面ライダー電王 俺、誕生! ファイナル・カット版』（いわゆるディレクターズカット版）にて収録された他2009年4月21日発売の『劇場版 仮面ライダー電王 俺、誕生!』のBlu-ray Discにも収録されている。
本編で流れたBGMはTV版のBGM「俺、参上」のアレンジであり、2007年10月に発売された『劇場版 仮面ライダー電王 俺、誕生!オリジナルサウンドトラック』に収録されている。

## あらすじ
マスター・シャーフーに泳げないことを指摘されたモモタロスは、ウラタロス・キンタロス・リュウタロス・デネブによる特訓を受けることになる。

## キャスト

### 声の出演
- モモタロス - 関俊彦
- ウラタロス - 遊佐浩二
- キンタロス - てらそままさき
- リュウタロス - 鈴村健一
- デネブ - 大塚芳忠
- シャーフー - 永井一郎

### スーツアクター
- モモタロス - 高岩成二
- ウラタロス - 永徳
- キンタロス - 岡元次郎
- リュウタロス - おぐらとしひろ
- デネブ - 押川善文
- シャーフー - 神尾直子

## スタッフ
- 監督 - 柴﨑貴行
- 脚本 - 白倉伸一郎
- 音楽 - 佐橋俊彦